# Dalmatinska kokoš
Dalmatinska kokoš (latinski: Gallus dalmaticus) hrvatska je izvorna pasmina kokoši.

## Povijest
Prošlost ove pasmine seže 3000 godina u prošlost, kad je donesena iz Azije, pa preko Grčke na prostore današnje južne Hrvatske, u Dalmaciju.
1960-ih su ove kokoši polako počele nestajati iz dalmatinskih seoskih dvorišta. Razlog je bio uvoza koka nesilica koje su nesle više (manjih) jaja u manje vremena i hibrida pa su ljudi jednostavno odustali od nje.
Za pasminu se smatralo da je izumrla, kako je pisalo u specijaliziranom časopisu Geflugel-Borse, u reportaži Michaela von Luttwitza Ausgestorben: das Dalmatiner huhn ("Izumrla: Dalmatinska kokoš"). Genski je puno vrijedna pasmina, skromnih zahtijeva za uzgoj, vrlo iskoristiva kao nesilica i ponajbolja za za držanje u uvjetima, kao što je dalmatinski krš. U nekim starim opisima pasmine navodi da je Dalmatinska kokoš po tipu pratip europske kokoši. Inicijative za provjeru te informacije, te akcije na spašavanju pasmine krenule su 2001. godine u udruzi uzgajatelja malih životinja "Solin". Ljubitelji ove hrvatske pasmine obavili su traženje živih jedinki po cijeloj Dalmaciji, pisanje prijedloga radnog standarda, strogi selektivni uzgoj, prikupljanje stare dokumentacije, izlaganje na državnim izložbama, pisanje radnog standarda 2008.godine. Stručno se kaže pasmina je u razvoju ( iako se ona razvila prije mnogo stoljeća), te je trebalo slijediti službeno priznanje pasmine od Hrvatskog saveza udruga uzgajatelja malih životinja i Hrvatskog ministarstva poljoprivrede, odnosno Hrvatskog stočarskog centra. Važno je istaknuti da je u vrijeme Austrougarske Dalmatinska kokoš bila priznata kao ćistokrvna pasmina. Sveukupno gledano, ovo je zasigurno hrvatska najstarija izvorna pasmina peradi, i ljubitelji su skrenuli pozornost na još neke hrvatske pasmine: kontinentalni oblik domaće kokoši- živićarka, istarska kokoš, hrvatska patuljasta kokica i dr.
Srećom, 2001. se počelo raditi na spašavanju i oživljavanju pasmine. Danas opet ima u Hrvatskoj 20-ak jata i to sve zahvaljujući gospodinu Franku Žižiću iz Solina koji je počeo prvi, selektivno stvarati uzgojno valjane jedinke.

## Podrijetlo i standardizacija
Iz Azije je prije 3000 godina donesena u Grčku pa kopnenim putem u Dalmaciju. 
U knjizi Armina Arbeitera Handbuch der Nutzglefugelzuht fur Osterreich und die Dounaulander iz 1914. dan je opis ove pasmine i prikazan crtež Kurta Zandera iz 1913. Prikazuje ju kao iznimno zanimljiv tip srednjoeuropske kokoši. Piše da u sjevernom dijelu Dalmacije (ograničeno na hrvatsku obalu i zaleđe) živi hrvatska kokoš, a u južnoj se Dalmaciji sredozemni tip kokoši. Isključuje mogućnost da je u prošlosti u neka zabačena područja stigla svježa krv, iz čega proizlazi da je ova kokoš pratip europske kokoši. U usporedbi s većinom srednjoeuropskih kokoši, koje uglavnom imaju crvenu ili žutu šarenicu (uz iznimke kao Rammelsloher, Bohmen) ova kokoša ima tamnosmeđe oči i tamne boje lica. Skupa sa svojstvenim crtama tijela podsjeća na ine sredozemne pasmine (minorka, andaluzijska kokoš). Dalmatinska kokoš ima sve moguće kombinacije boja, nerijetko i u istom leglu. Mogu biti i s kukmicama ili glatke glave. Često su tamne boje. Jako je otežan prirodni odabir svijetlih boja (bijela, svijetložuta) izazvan snažnim grabljivicama. Boje nogu ovih kokošiju su maslinasto zelene do crne. Volja im je po pravilu slabo razvijena te je prikladna za unos malih količina hrane. Dalmatinska je kokoš stalno u pokretu tražeći hranu i nije naviknuta na neprekidno hranjenje.
Kao i kod istarske kokoši, postoji prilagodba na nedostatak vode i zelene hrane, oskudnu prehranu, no u dalmatinsk kokoši je to još izraženije. Tako je najmanjih mogućih zahtjeva što se tiče hrane i držanja. Pod ovim uvjetima druge pasmine ne bi mogle postojati, dok kod ove pasmine moguće je peradarstvo od kojeg se ima koristi.
Jaja su potpuno bijela, mase od 50 do 56 grama. Meso je suho, kao posljedica klime i prehrane. Isto se javlja kod ostalih sredozemnih pasmina, osobito istočnog Sredozemlja. Zato je uzimajući u obzir uvjete u kojima živi, ova pasmina vrhunska za ova područja. Uz odgovarajući uzgoj i prehranu nije ju teško dovesti do višeg stupnja domestifikacije i iskoristivosti. Po postojećim okolnostima, nije se moglo očekivati da će se postići trajno poboljšanje križanjem sa zahtjevnim, teškim, umjetnim pasminama.
Dalmatinska kokoš može se gledati kao dinarski tip živičarke.
Radni standard napisao je 2008 godine voditelj uzgoja Franko Žižić.

## Vanjske poveznice
- Dalmatinska kokoš - radni standard, voditelj uzgoja Franko Žižić. 31. listopada 2008.
- Dalmatinska kokoš - podrijetlo pasmine, Dalmatinska kokoš.Franko Žižić  24. rujna 2008.
- Dalmatinska kokoš - Gallus dalmaticus, Facebook
- Ivan Stagličić: Dalmatinska kokoš nije izumrla, Zadarski list. 5. studenoga 2009.

- (): Dalmatinska kokoš, Gospodarski list. 1. lipnja 2004. br. 22, str. 1.

- Dalmatinska kokoš 🐓🐔 Splitska županijska panorama HRT 19.4.19.,

- Tradicijske sorte i pasmine Dalmacije - životinje  Arhivirana inačica izvorne stranice od 4. svibnja 2019. (Wayback Machine), str. 42. – 43., United Nations Development Programme in Croatia. Issuu